# Fatima Sulaiman Dahman
Fatima Sulaiman Dahman (arab. فاطمة عبد الله سليمان الدحمان  ur. 10 listopada 1992) – jemeńska lekkoatletka, sprinterka, olimpijka.
Zawodniczka reprezentowała swój kraj na igrzyskach w Londynie, startując w biegu na 100 metrów kobiet – odpadła w biegu kwalifikacyjnym z czasem 13,95 s.

## Rekordy życiowe
| Dystans                         | Wynik (s) | Miejsce    | Data              |
| ------------------------------- | --------- | ---------- | ----------------- |
| Bieg na 100 metrów              | 13.35     | Aleppo     | 22 lipca 2009     |
| Bieg na 200 metrów              | 27.53     | Al-Qâhirah | 24 listopada 2007 |
| Bieg na 400 metrów przez płotki | 1:11.49   | Daegu      | 29 sierpnia 2011  |